# Founex
Founex är en ort och  kommun vid Genèvesjön i distriktet Nyon i kantonen Vaud, Schweiz. Kommunen har 3 805 invånare (2023).